# Poems in Prose
Poems in Prose is een verzameling van zes prozagedichten van de Ierse schrijver Oscar Wilde. Deze verscheen voor het eerst in zijn geheel in het tijdschrift The Fortnightly Review in juli 1894. Het blad stond destijds onder redactie van Frank Harris.
De zes korte werken zijn getiteld The Artist, The Doer of Good, The Disciple, The Master, The House of Judgment en The Teacher of Wisdom.
Twee van deze werken, The House of Judgment en The Disciple, waren eerder gepubliceerd in afleveringen van The Spirit Lamp, een onregelmatig verschijnend (studenten)blad dat slechts bestond tussen mei 1892 en juni 1893 en enige tijd onder redactie stond van Lord Alfred Douglas. De prozagedichten verschenen uiteindelijk in boekvorm in de verzameling Lord Arthur Savile's Crime and other Prose Pieces (1908). Het waren Wildes enige werken in dit genre en hij kende ze vrijwel uit zijn hoofd. Zo reciteerde hij The Disciple voor André Gide toen zij elkaar in 1891 voor het eerst ontmoetten in Parijs.